# Terra Indígena Kararaô
A Terra Indígena Kararaô é uma terra indígena localizada no estado brasileiro do Pará. Regularizada e tradicionalmente ocupada, tem uma área de 330 838 hectares e uma população de 54 pessoas, do povo Kayapó.